# Blšanský chlum
Blšanský chlum (též Blšanský vrch či lidově Pšaňák) je 293 m n. m. vysoký vrch v okrese Louny Ústeckého kraje. Leží asi jeden kilometr západně od obce Blšany u Loun, vrcholem na katastrálním území Blšan, jihozápadní části na území obce Chlumčany.
Blšanský Chlum je též přírodní památka ev. č. 5747 a evropsky významná lokalita ev. č. 2792 (CZ0423201).

## Geomorfologické zařazení
Geomorfologicky vrch náleží do celku Dolnooharská tabule, podcelku Hazmburská tabule, okrsku Lounská pahorkatina, podokrsku Cítolibská pahorkatina a části Blšanské vrchy.

## Popis chráněného území
Hlavním důvodem je ochrana druhu přástevníka kostivalového. Jsou zde xerotermní biotopy s výskytem zvláště chráněných druhů rostlin (kozinec rakouský, len rakouský) a především mnohých vzácných a ohrožených druhů bezobratlých, zejména motýlů přástevníka mařinkového (Euplagia quadripunctaria), modrásek kozincový (Glaucopsyche alexis), vřetenuška pozdní (Zygaena laeta), ostruháček trnkový (Satyrium spini), ostruháček kapinicový (Satyrium acaciae) a mnohé další.

## Galerie

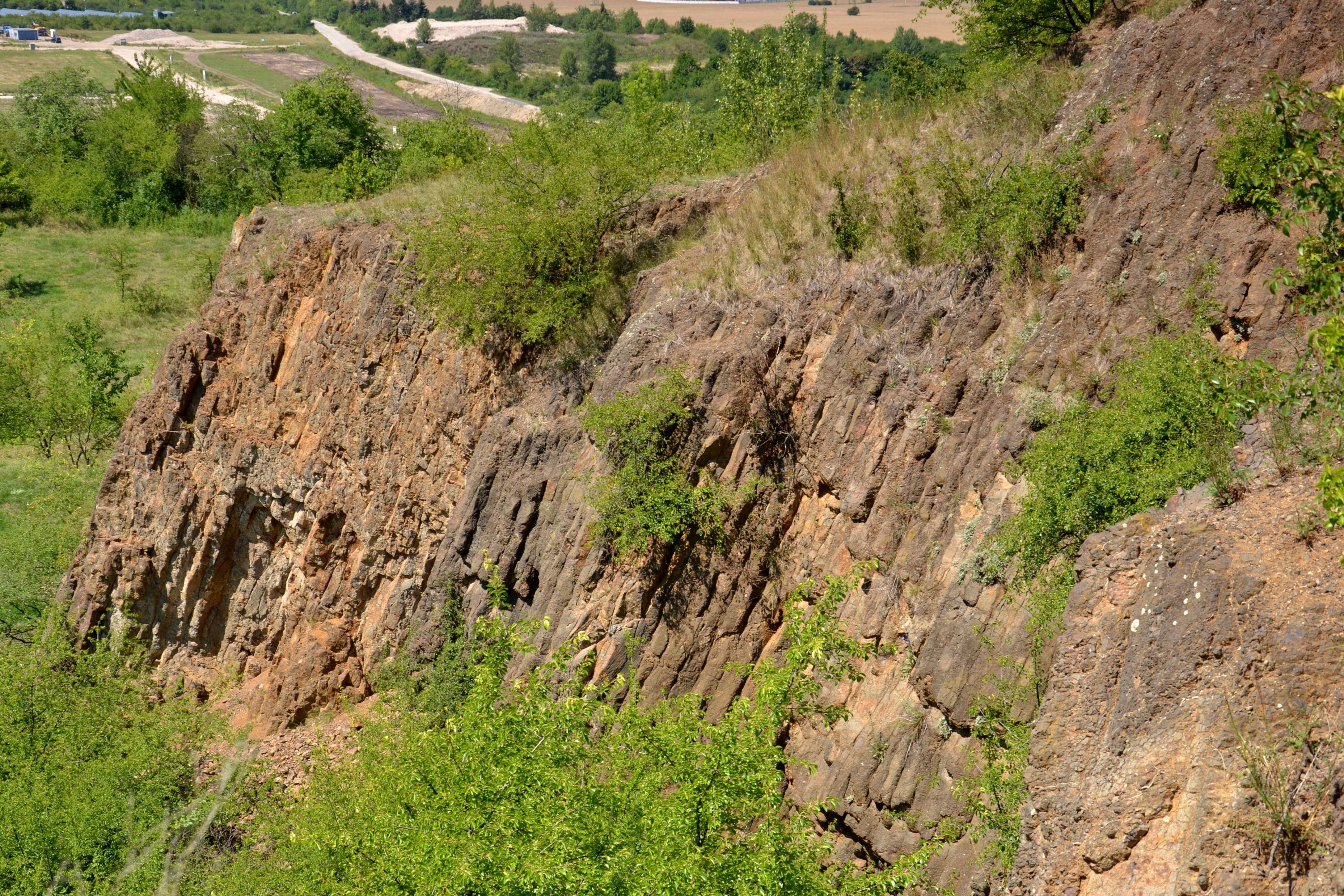
Sloupcový rozpad čediče v opuštěném lomu
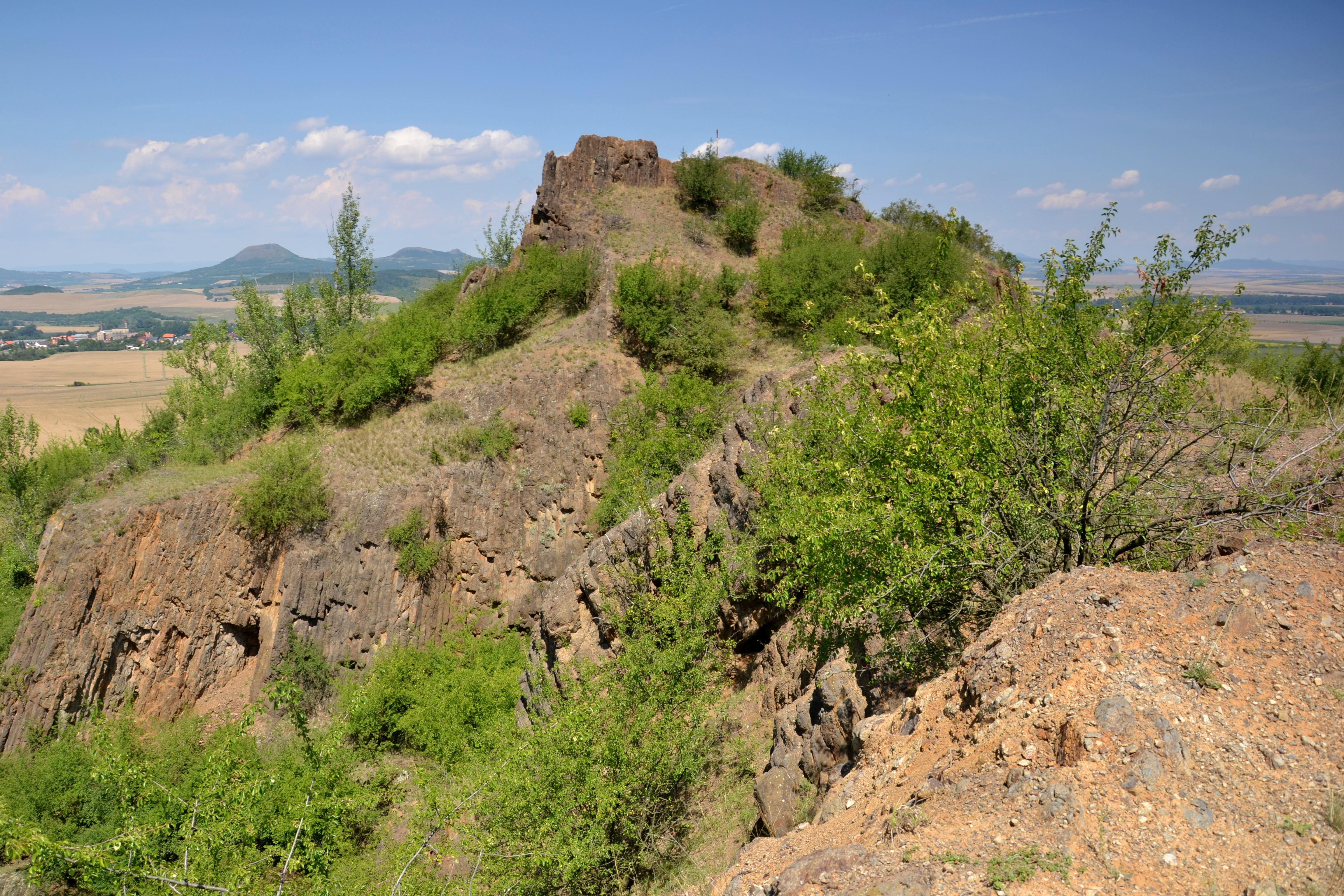
Vrcholová část kopce s bývalým lomem
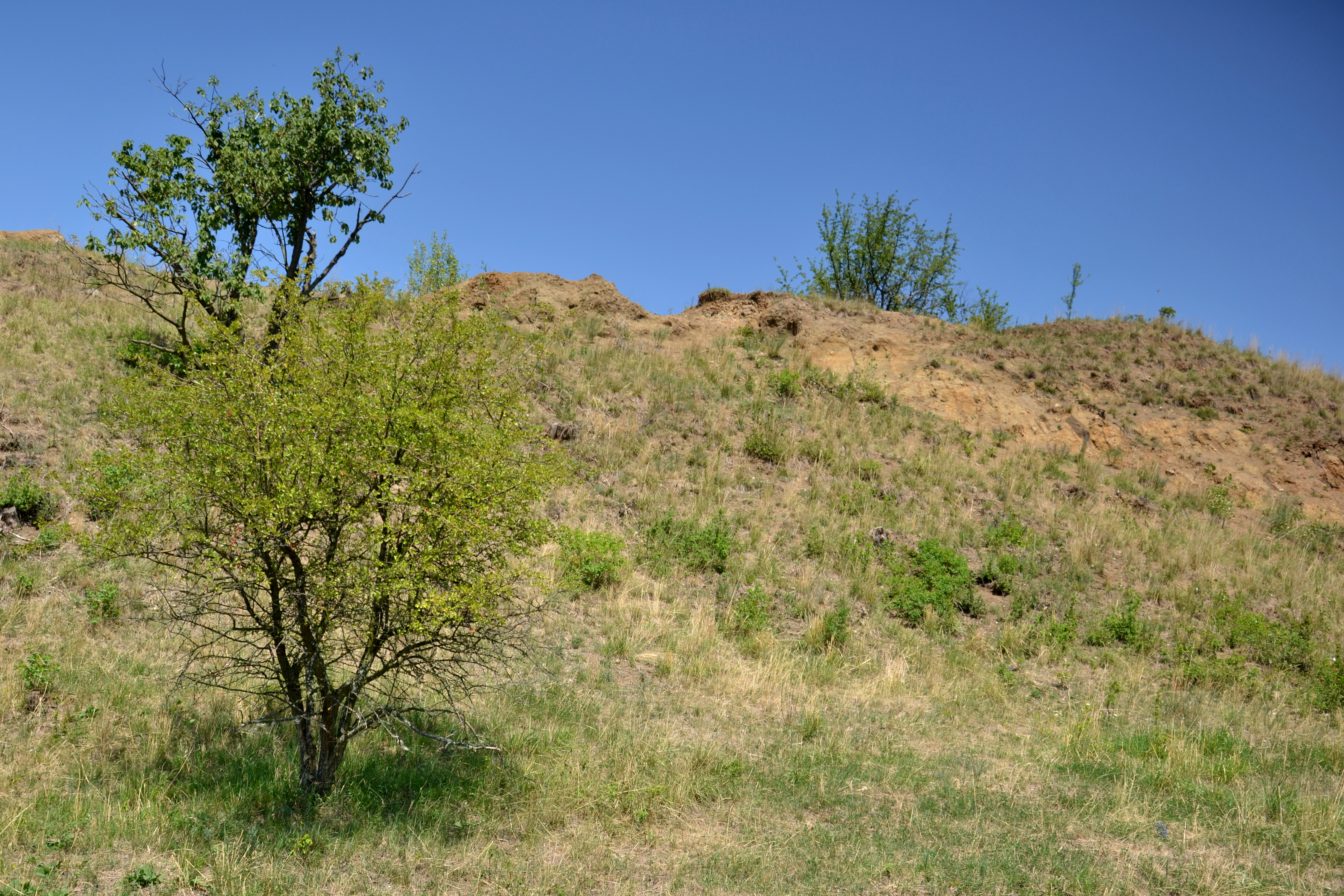
Jižní úbočí vrchu
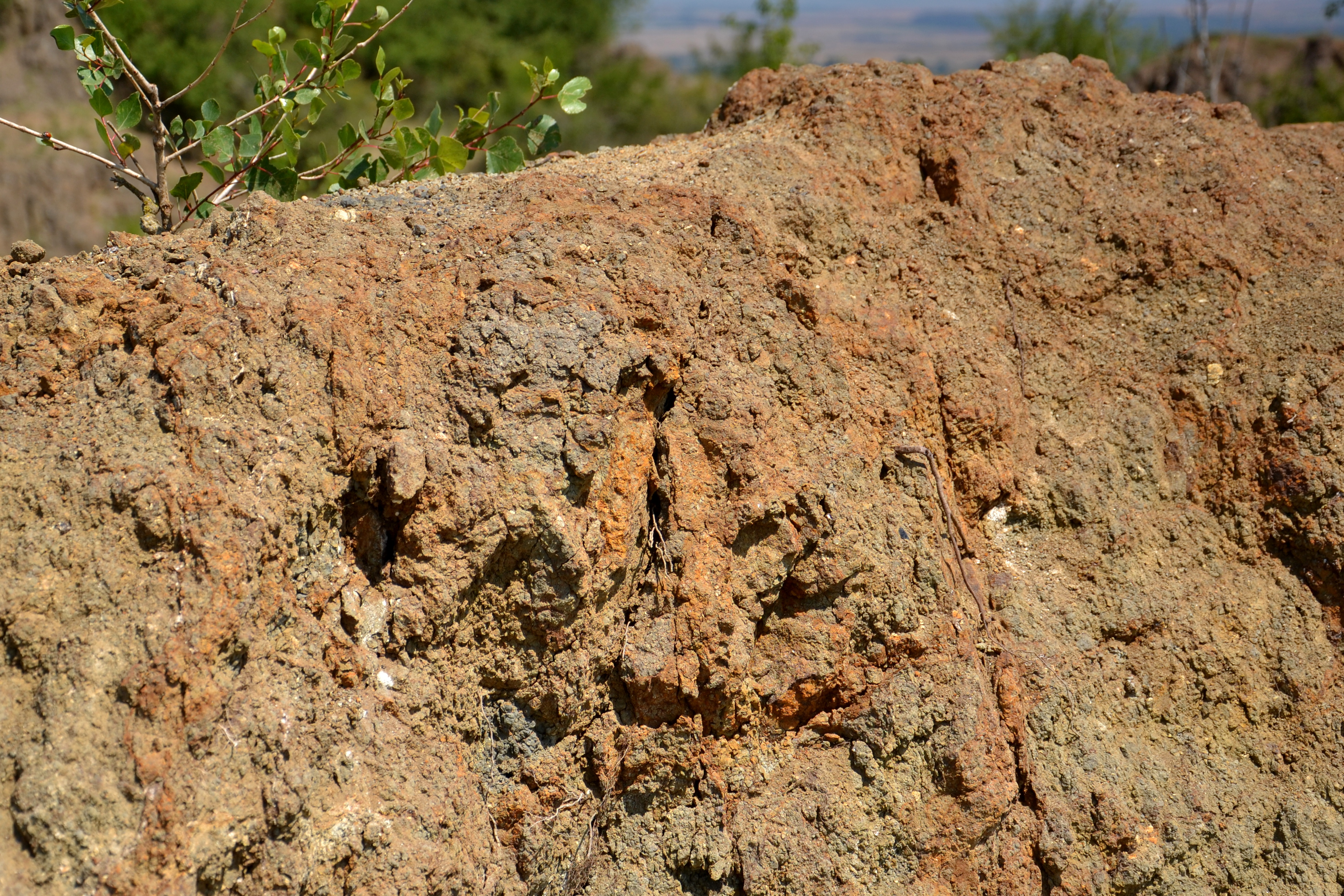
Detail subvulkanické brekcie
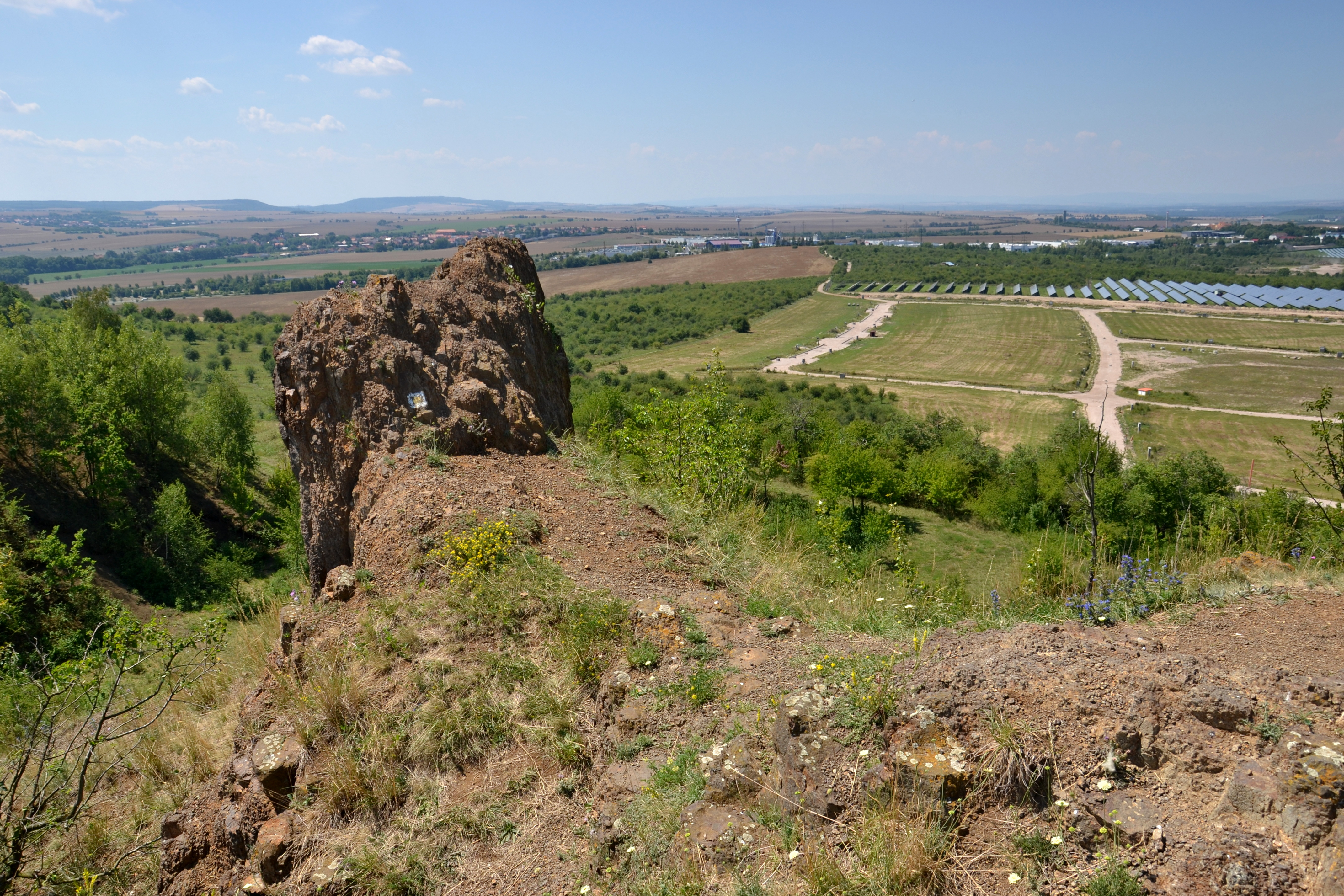
Vrcholová skalka